# Eduard Janota
Eduard Janota (13. března 1952 Opava – 20. května 2011 Radovesice) byl český ekonom, od 8. května 2009 do 13. července 2010 zastával funkci ministra financí ve Fischerově vládě. Od srpna 2010 byl členem pracovního a poradního orgánu vlády NERV a také místopředseda dozorčí rady ČEZu.
28. října 2015 ho prezident Miloš Zeman in memoriam vyznamenal Medailí Za zásluhy.

## Život
Od roku 1970 studoval Fakultu výrobně-ekonomickou Vysoké školy ekonomické v Praze, studium zakončil v roce 1975 titulem inženýr (Ing.), v letech 1976–1979 na škole pokračoval v postgraduálním studiu pojišťovnictví a bankovnictví. V letech 1975–1979 též pracoval jako odborný referent Generálního ředitelství České státní pojišťovny. V roce 1979 nastoupil na ministerstvu financí do odboru státního rozpočtu, v roce 1990 se stal zástupcem ředitele, v roce 1992 pak ředitelem. V letech 1984 až 1989 byl členem Komunistické strany Československa.
Od srpna 1999 byl náměstkem ministra financí ČR, z této funkce byl odvolán ministrem financí Vlastimilem Tlustým, avšak Miroslav Kalousek jej do funkce znovu jmenoval. Od dubna 2003 do ledna 2006 byl také předsedou dozorčí rady Českých aerolinií.
V květnu 2009 se stal ministrem financí v překlenovací vládě premiéra Jana Fischera. V této funkci připravil státní rozpočet na rok 2010 se schodkem 165,9 miliard Kč, což byl druhý nejvyšší deficit v dějinách České republiky.
Janota byl ženatý a měl dva syny.
Eduard Janota zemřel náhle 20. května 2011 na infarkt myokardu, když hrál tenis. Pohřební mši svatou sloužil 27. května v chrámu svatého Víta arcibiskup pražský Dominik Duka.
Dne 28. října 2015 ho prezident Miloš Zeman in memoriam vyznamenal Medailí Za zásluhy.